# Patania aegrotalis
Patania aegrotalis is een vlinder uit de familie van de grasmotten (Crambidae). De wetenschappelijke naam van de soort werd in 1852 als Pleuroptya aegrotalis gepubliceerd door Philipp Christoph Zeller.
Deze soort komt voor in Jemen, Ethiopië, Congo-Kinshasa en Zuid-Afrika.